# Yoshimitsu Yamada
 (septembre 2013).
Pour les articles homonymes, voir Yamada.
Yoshimitsu Yamada (山田嘉光, Yamada Yoshimitsu) est un maitre d'aïkido japonais né le 17 février 1938 à Tokyo et mort le 15 janvier 2023 à New York. Il est classé 8e dan de l'Aikikai.

## Biographie
Originaire de Tokyo au Japon, Yoshimitsu Yamada est initié à l'aïkido par le cousin de son père, Tadashi Abe, formé à l'Aïkikaï. Il est entré à l'Hombu Dojo comme uchi deshi en 1955 à l'âge de 17 ans. Sa fréquentation des Occidentaux et sa capacité à parler anglais firent de lui un choix naturel pour enseigner aux soldats américains. Il est arrivé aux États-Unis en 1964 pour faire une démonstration d'aïkido à l'Exposition universelle de New York. En 1966, Yamada et sa famille ont accueilli Virginia Mayhew, une pratiquante d'aïkido de New York. Bien que l'Aikikai originel de New York fut fondé en 1961 et dirigé par Yasuo Ohara, lorsque Yamada a déménagé à New York, il en a pris le contrôle et a déménagé le dojo de son local de la 18e rue à son emplacement actuel.
À cette époque, il n'y avait pas d'autre professeur d'aïkido japonais (à l'exception de Yasuo Ohara, fondateur de l'Aikikai originel de New York) sur la côte est des États-Unis, et Yamada se rendait chaque semaine à Boston, avec de fréquents voyages à Philadelphie et dans le sud. En 1966, il a été libéré d'une partie du fardeau quand il a invité Mitsunari Kanai à prendre en charge le petit groupe de Boston. Au fil du temps les étudiants de Yamada ont évolué au point d'avoir leurs propres élèves et ont atteint des rangs jusqu’au 7e dan. En 1988, Yamada a invité Seiichi Sugano à rejoindre le dojo, ce qui en fait l'un des rares dojo en dehors du Japon avec deux 8e dan Shihan en résidence. En 2004, l'Aikikai de New York a célébré son 40e anniversaire avec un camp d'été à l'université Colgate avec la  présence de nombreux Shihan et du Doshu Ueshiba Moriteru. Yamada continue à garder un enseignement actif et un agenda de voyage, organisation de séminaires aux États-Unis, ainsi qu'en Amérique latine, Russie, France, Allemagne et d'autres endroits à travers le monde. En France, il enseigne au séminaire d'été de Colle-sur-Loup qui a été organisé par son sempai, Nobuyoshi Tamura, et lors du séminaire d'été à Lesneven, deux séminaires qui accueillent également Malcolm Tiki Shewan. En Allemagne, Yamada enseigne au séminaire d'été de Bernau am Chiemsee. Il donne également un stage annuel lors du dernier trimestre au Rem Aiki Dojo de Bruxelles.
Yoshimitsu Yamada est bien connu pour sa technique de base claire et forte. Au-delà de sa capacité technique, il possède également le don de transmettre son savoir. Ses étudiants sont devenus une partie de l'aïkidoka la plus connue et de haut rang dans les Amériques. Il enseigne dans des séminaires partout dans le monde où des milliers d'étudiants fréquentent ses cours. Il était un élève direct du fondateur de l'aïkido, Morihei Ueshiba, depuis plus de dix ans.
Yoshimitsu Yamada est président de la Fédération d'Aïkido des États-Unis et président de la Fédération d'Aïkido d'Amérique Latine. En Janvier 2011, Yamada a accepté l'invitation à devenir le patron de l'Aïkikaï d'Australie. Il est l'auteur du livre Aïkido Complete et a réalisé des vidéos de formation à l'aïkido, dont la série Power and The Basics, décrivant les exigences pour les passages de grades de tous les niveaux.
Après la disparition de ses collègues Mitsunari Kanai en 2004, Seiichi Sugano et Nobuyoshi Tamura en 2010, Yamada était l'un des plus anciens représentants de la dernière génération d'étudiants directs de Morihei Ueshiba jusqu'à sa mort.
En février 2010, Sensei Yoshimitsu Yamada a fondé l'Aikido Sansuikai International lors d'un séminaire en République dominicaine.L' Aikido Sansuikai International est un organisme reconnu par l'Aïkikaï et affilié aux dojos d'Amérique latine et d'Europe.
Il meurt le 15 janvier 2023 à l'âge de 84 ans dans l'hôpital Mont Sinaï à New York.